# Praia de Iansã

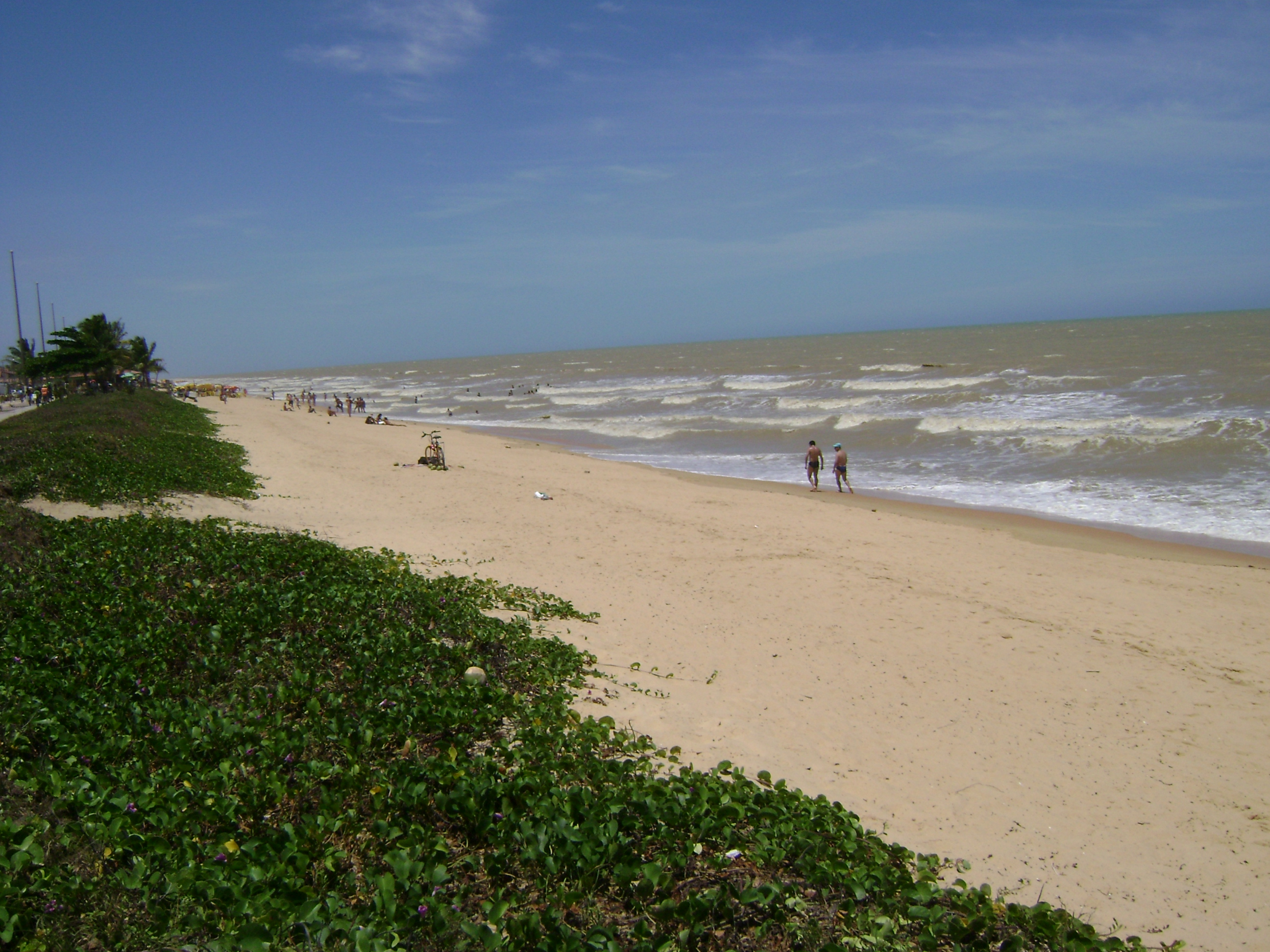
Trecho entre a praia de Iansã e a praia central.

A praia de Iansã é uma das praias de Alcobaça, que conta com diversos empreendimentos imobiliários e turísticos.
Fica entre a praia do centro da cidade e a Praia da Barra do Itanhém, sendo portanto um lugar de fácil acesso.